# Michał Serwacy Wiśniowiecki

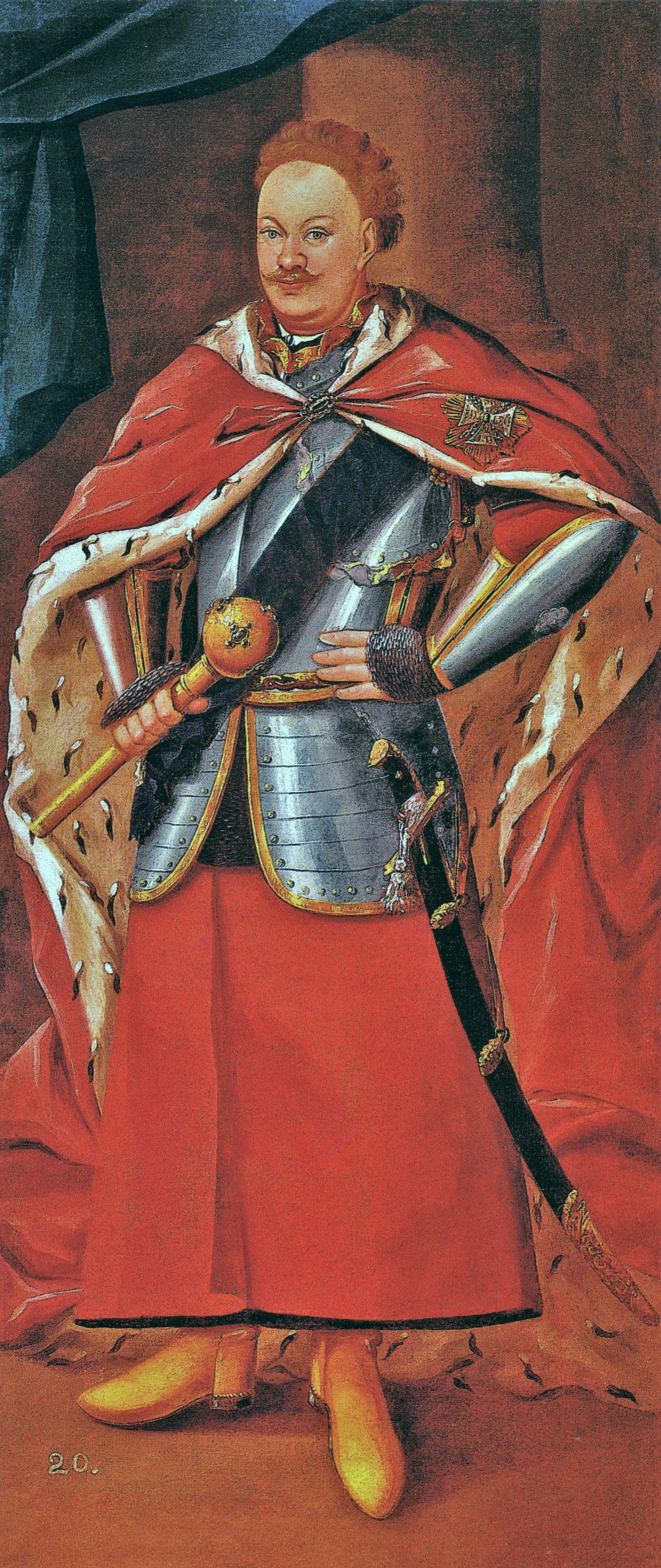
Michał Serwacy Wiśniowiecki

Das Adelswappen der Familie Wiśniowiecki, Wappengemeinschaft Korybut

Michał Serwacy Wiśniowiecki (litauisch Mykolas Vyšnioveckis; * 13. Mai 1680 in Lwów, heutige Ukraine; † 18. September 1744 in Merkinė, Litauen) war ein Großhetman von Litauen im 18. Jahrhundert. Des Weiteren war er ab 1720 Großkanzler von Litauen. Er entstammte dem Hochadelsgeschlecht Wiśniowiecki.

## Familie
Michał Serwacy Wiśniowiecki wurde am 13. Mai 1680 in Lwów geboren. Sein Vater war Konstanty Krzysztof Wiśniowiecki, der Woiwode der Woiwodschaft Bełz. Seine Mutter war Anna Chodorowska.
Er war insgesamt dreimal verheiratet. Seine erste Frau Katarzyna Dolska heiratete er am 10. Mai 1696. Mit ihr hatte er zwei Töchter, Anna und Katarzyna Wiśniowiecka. Sie starb am 26. Januar 1726 in Lubieszów. Am 29. Juli 1725 heiratete er Maria Magdalena Czartoryska. Sie starb am 4. Dezember 1728 in Opole. Zwei Jahre später heiratete er Tekla Róża Radziwiłł. Sie war die Witwe von Jacob Heinrich Reichsgraf von Flemming. Die Hochzeit war am 21. Februar 1730.
Er starb am 18. September 1744 in Merkinė. Seine Beisetzung in Wiśnicz war eine der großzügigsten des 18. Jahrhunderts in Polen.

## Militärische Laufbahn
Während des Bürgerkrieges in Litauen im Jahre 1700 war Wiśniowiecki der Führer der Opposition gegen die Partei der Sapieha. In der Schlacht von Olkieniki am 18. November 1700 besiegte er als Oberbefehlshaber die sapiehanischen Truppen.
Er wird 1702 zum Feldhetman von Litauen ernannt. Ein Jahr später ist er der Sprecher des außergewöhnlichen Sejm in Lublin vom 11. Juni bis zum 19. August. In der Folge wird er zum Großhetman ernannt. Er bekleidet zeitweise auch den Rang eines Hofmarschalls. 1703 wird er Kastellan von Wilna und zum Großhetman von Litauen ernannt. Des Weiteren wird er zum Starostn von Pinsk, Waukawysk, Hlynjany, Tuchola, Wilkisk, Wilkowsk, Metel und Merkinė. 1704 Teilnahme als Feldmarschall und Kommandeur der russischen Truppen in der Schlacht bei Jakobstadt am 26. Juli 1704.
Im Jahre 1707 wechselte Wiśniowiecki die politischen Seiten und unterstützte in der Folge den Gegenkönig Stanislaus I. Leszczyński. Im gleichen Jahr wurde er von den Russen gefangen genommen. Ab 1709 lebte er im Exil.
Nach dem Friedensvertrag im Jahre 1716 kehrt er in seine Heimat zurück.
Im Jahre 1720 wurde er zum Großkanzler von Litauen ernannt.
1733 unterstützte er die russische Intervention und die Wahl Augusts III.
Ab 1735 wird er auch zum Woiwoden von Wilna ernannt.

## Auszeichnungen
Im Jahr 1719 wird er mit dem Orden des Weißen Adlers ausgezeichnet.